# 阿賀野川大橋
阿賀野川大橋（あがのがわおおはし）は、新潟県新潟市の阿賀野川に架かる国道7号新新バイパスの桁橋。西詰側は東区一日市（ひといち）、東詰側は北区濁川に位置する。

## 概要
新新バイパス・一日市IC - 濁川IC間の阿賀野川に架かる橋長903 m（メートル）の鋼連続桁橋。車道は4車線で、上流側・下流側双方に歩道を有する。東詰側は引き続き隣接する新井郷川分水路に架かる新井郷川橋（橋長65 m）を介して濁川ICに至る。
阿賀野川の下流から3番目に架かる橋で、下流側には国道113号（山の下東港線）のござれや阿賀橋が、上流側には新潟県道3号新潟新発田村上線（旧国道7号）の泰平橋が架橋されている。
- 形式 - 鋼4径間連続RC床版箱桁橋3連
- 橋長 - 903.000 m
  - 支間割 - 3× ( 4×74.900 m )
- 幅員 - 23.250 m
  - 車線数 - 4車線
  - 歩道 - 両側2.000 m
- 施工
  - 1期橋 - 松尾橋梁、三菱重工業、横河橋梁製作所
  - 2期橋 - 川田工業、高田機工、日本鋼管、日本車輌製造、松尾橋梁、三井造船、三菱重工業、宮地鐵工所、横河橋梁製作所
- 架設工法 - 手延べ送出し工法（2期橋）

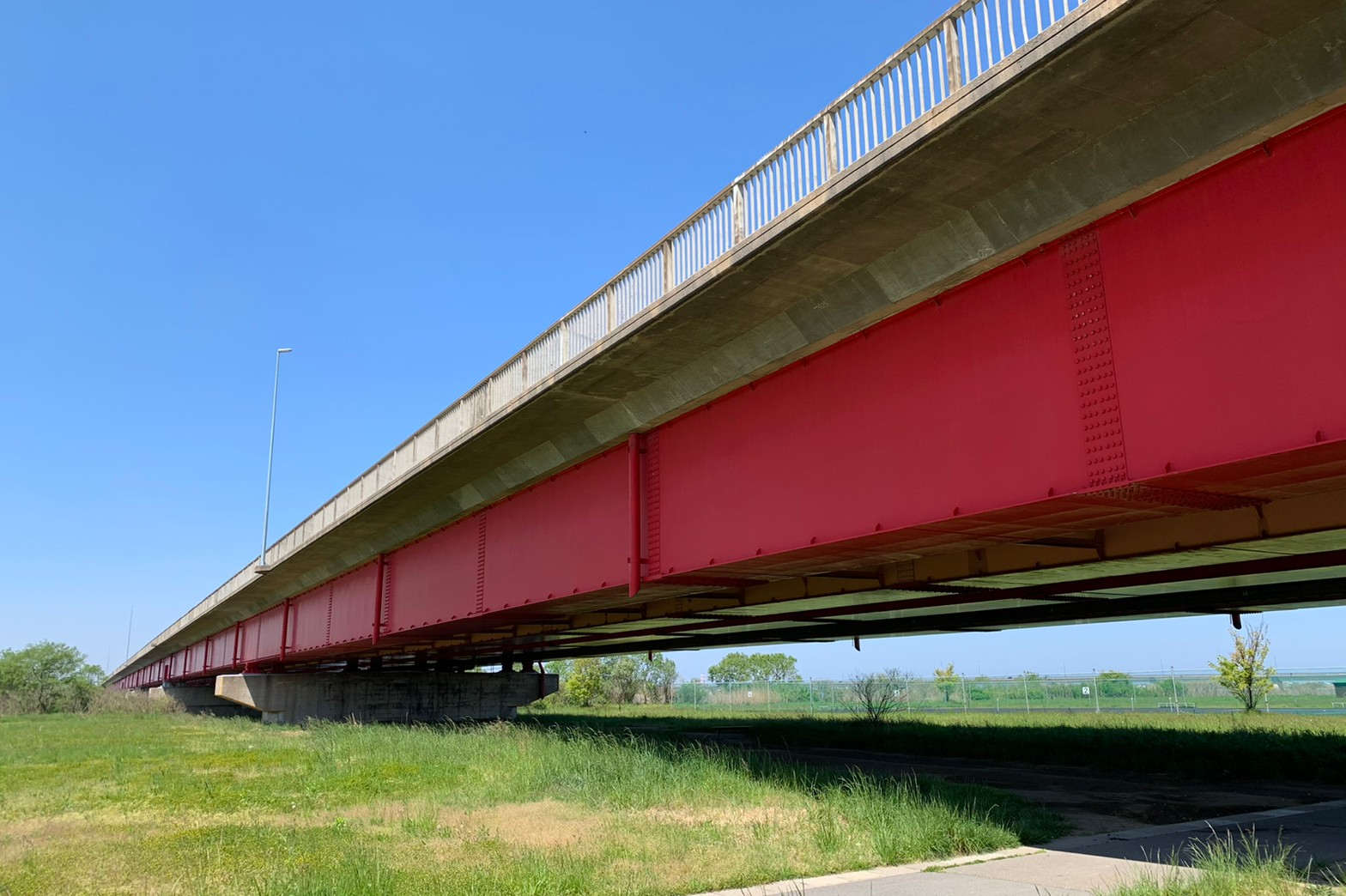
右岸側から見た箱桁（2020年5月）
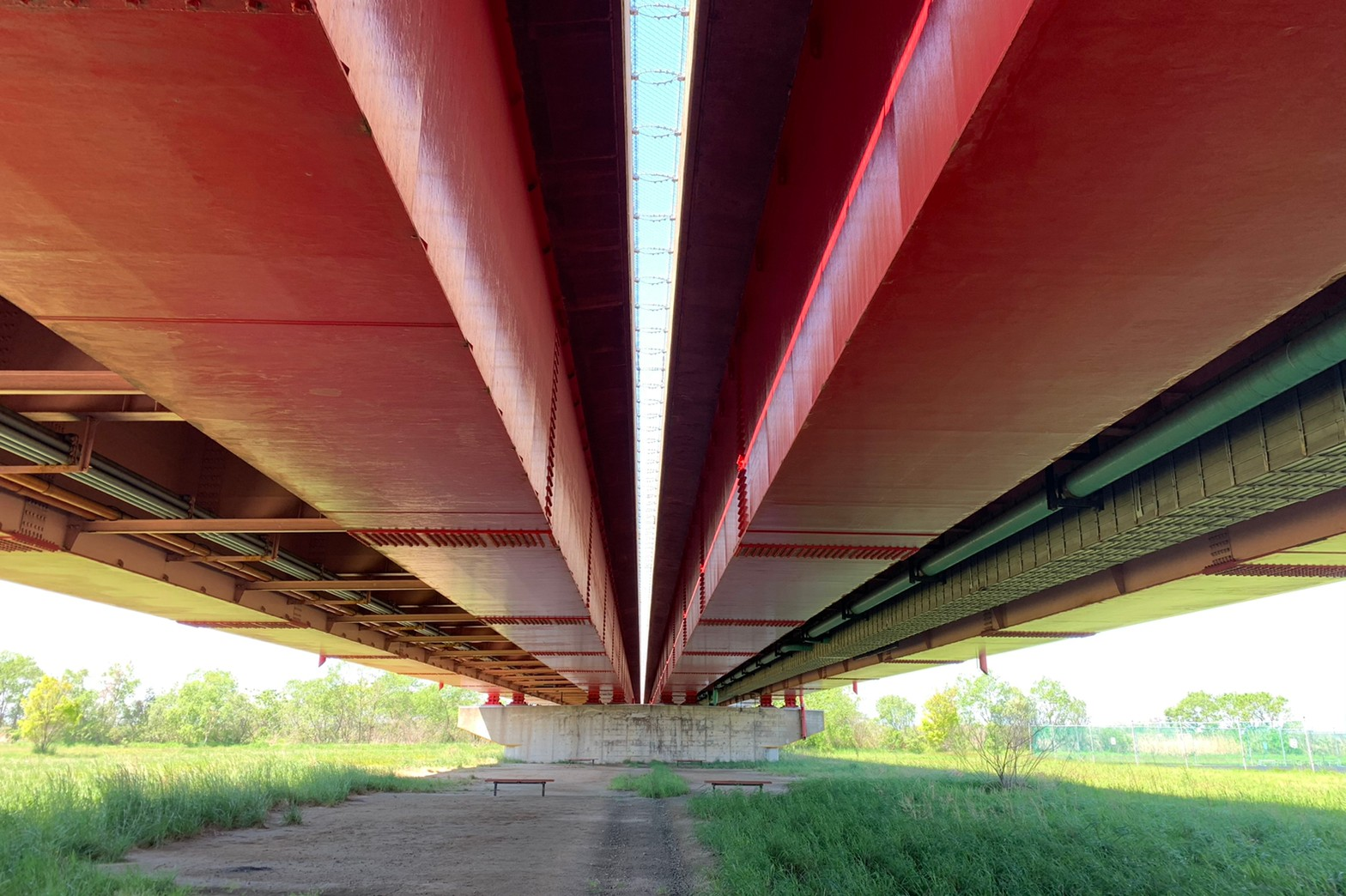
右岸側から見た箱桁（2020年5月）

## 歴史
当橋梁は1977年、新新バイパスの海老ヶ瀬IC - 競馬場IC間開通と同時に供用を開始した。同区間は開通当初暫定2車線だったが、1986年（昭和61年）10月20日に4車線化され全面竣工した。
新潟東西道路の自動車専用道路においても触れるが、当橋梁には前述の通り歩道が併設されており、歩行者・自転車の通行も可能である。ただし両詰側の地上部から歩道に至る階段・スロープは狭隘で、また通行量も少ないことから整備は余り行き届いていない。開通当初は歩道上で釣りに興じる愛好者が多かったが、釣竿が通行車両に接触したり、釣り人が通行車両と衝突する事故が頻発したことなどから、現在は橋梁上での釣りは禁止されている。また歩道部と車道部には段差が設けられているのみだったが、2007年（平成19年）に歩道部に柵が増設された。